# Leck (rappeur)
Pour les articles homonymes, voir Leck.
Leck, parfois stylisé L.E.C.K., de son vrai nom Fouad El Ouazzani, né le 31 décembre 1988 à Vitry-sur-Seine dans le Val-de-Marne, est un rappeur et chanteur français d'origine marocaine, plus précisément berbère chleuh.

## Biographie
Fouad El Ouazzani est né le 31 décembre 1988 à Vitry-sur-Seine, dans le Val-de-Marne et est d’origine marocaine de la ville de Zaouïat Cheikh et Tinghir dans les environs de Béni-Mellal. Plus jeune, il est influencé par quelques groupes comme Idéal J, 113, Mafia K'1 Fry, des rappeurs français comme Rohff, Lino, Kery James, Zesau, et quelques rappeurs américains comme 2pac, The Notorious B.I.G., et Meek Mill[réf. nécessaire].
En 2009, Fouad est remarqué par le label Six-O-Nine, qui le mettra en contact avec d'autres rappeurs avec lesquels il fera plusieurs featurings. Leck enchaîne les collaborations et se retrouve également sur des titres avec notamment La Fouine dans Jalousie, dans Frères et Sœurs avec la chanteuse Soraya ou encore avec le groupe Sniper, dans Arabia et Chienne de vie. Il est également présent sur dans les troisième et quatrième volets de Talents fâchés et les compilations Évolution de DJ Abdel.
En 2013, L.E.C.K. signe en maison de disque chez Believe Recordings, avec son premier album, Je suis vous et en fait la promotion pour la première fois dans l'émission Planète Rap sur Skyrock. Proche du footballeur Jérémy Ménez, il est beaucoup soutenu par ce dernier pour cet évènement, en participant notamment à une séance de dédicaces sur les Champs-Élysées, suivie par les caméras de Trace TV. À sa sortie, son tout premier album se classe troisième au Top Digital et seizième au Top Physique. Leck s'entend bien avec des rappeurs tels que Mokobé, Kery James, Amy (ex-Foolek), Guizmo, TLF,  Cifack, La Fouine, Sinik, Sniper, 8--.
Quelques mois après son album, en 2013, Leck publie une net-tape gratuite intitulée Where Do Yougo (mixée par DJ B-Rys), dans laquelle il remixe certains morceaux de son premier album sur des instrumentales de rappeur américain (Bugatti d'Ace Hood, I'm A Boss de Meek Mill…) et contient quelques inédits.
Leck a participé en 2015 à la 2e édition d'AbbéRoad, concert caritatif de la fondation Abbé Pierre.

## Discographie

### Apparitions
- 2005 : 113 feat. Vitry All Stars - Vitry Nocturne (sur l'album 113 Degrés du 113)
- 2005 : Leck feat. Trakma - Bordelik
- 2005 : Leck feat. Modor, Trakma & 10 grammes - Ça devient dégueulasse
- 2008 : Leck feat. Mansly - Qu'est-ce que t'en dit
- 2009 : Makaba feat. Leck - Au cœur du danger (sur le projet Coups de pression de Makaba)
- 2009 : TLF feat. Niro, Black & Ticok, Hella prod, Black Kent, Leck, Gak, Rka, Staff & Demi Portion - 4 Coins de la France (sur la compilation Talents fâchés 4)
- 2009 : Sinik feat. Leck - Tête à tête (sur l'album Ballon d'or de Sinik)
- 2010 : Six Coups MC Feat. Leck - Amour et points de suture (sur l'album Un pied dans la lumière de Six Coups MC)
- 2010 : Leck Feat. Six Coups MC & Jaycee - Dans Les Yeux
- 2010 : Leck Feat. Cifack, Trakma, Modor, Ma6f & Six Coups MC - Laisser Nous Passer (sur Level Click Remix)
- 2011 : Leck - All In
- 2011 : Dramatik lyrics Feat. L.E.C.K - Marginalisé
- 2011 : DJ Abdel Feat. Sadek, Demo & Leck - All Acces (sur la compilation Évolution de DJ Abdel)
- 2011 : Sniper Feat. Medine, Mister You, Haroun, Rim'K, Sinik, L'Algérino, Reda Taliani, Mokless, Leck & Bakar - Arabia remix All star de Tunisiano
- 2011 : Sniper feat. Leck - Chienne de vie (sur l'album A toute épreuve de Sniper)
- 2011 : La Fouine feat. Six Coup Mc, Fababy & Leck - Jalousie (sur la mixtape Capitale du Crime Vol. 3 de La Fouine)
- 2011 : DJ Hamida feat. Leck & Sofiane - A la Bien
- 2011 : DJ Hamida feat. Leck - On fout le zbeul
- 2011 : DJ Hamida feat. Imran Khan & Leck - Un indien dans Vitry
- 2011 : Ultime Espoir feat. Six Coups Mc et Leck - Triste constat
- 2011 : Clemenza feat. L.E.C.K - High Kick Lyrical (sur le projet de Clemenza High Kick Lyrical)
- 2011 : Bilseg feat. Mansly & Leck - Pas pour les shlags (sur le projet de Bilseg Spécialité Local Vol.1)
- 2011 : Melle Soumya feat. Leck & Sofiane - A force d'y croire
- 2011 : Am1OMic feat. Leck et Seiz - Équipe de Nuit (sur le street CD Gosse du béton d'Am1OMic)
- 2011 : Leck - je vais m'en charger
- 2011 : Yazou feat. Leck - Génération Nahleu
- 2012 : Sinik feat. Leck - Blanc Bec (sur l'album La Plume et le Poignard de Sinik)
- 2012 : BR feat. Leck & MLC - Sors Ton Swagg (sur le projet Block Rider Project de BR)
- 2012 : Leck feat. Mokobé - Les Bronzés Font Du Biff (sur la mixtape de DJ Battle Spéciale Dédicace au Rap Français Vol. 6)
- 2012 : Leck - Ya Foye (sur la mixtape de DJ Battle Spéciale Dédicace au Rap Français Vol. 6)
- 2012 : Kalsha feat. Leck - Le ciel c'est ma limite
- 2012 : Canardo feat. Leck - J'suis trop haan (sur l'album A la youv de Canardo)
- 2012 : Mike Lucazz feat. Leck & Mansly - Punchline remix (sur le projet de Mike Lucazz Marginal)
- 2012 : Leck - Triumphal (sur la Booska Tape Vol.1)
- 2012 : Leck - Yougos Youguettes (sur la Booska Tape Vol.1)
- 2012 : Mokobé feat. Leck, Orelsan, Youssoupha & Dry - Bombadeing Remix
- 2012 : Soraya feat. Leck - Frère & Sœur (sur l'EP de Soraya Hama Frère et sœur)
- 2012 : Kayna Samet feat. Youssoupha, Leck & Médine - Ghetto Tale remix
- 2012 : D.Y feat. Leck - 2012 (sur le projet de D.Y Futuristik)
- 2012 : BES feat. Leck - Boum Boum Boum (sur la mixtape de BES #BDML)
- 2012 : Kozi feat. AP (113), Zesau, Leck & Mansly - SOS Remix
- 2012 : Zesau Feat. Leck - Laisse-nous passer
- 2012 : Hark Feat. Leck - Hagra
- 2012 : Cifack feat. DJ Hamida, Leck, Mansly & W - Africa Airline (sur l'album Infamous de Cifack)
- 2012 : DJ Hamida feat. Leck, Jalal Hamdaoui - Ya Lala
- 2012 : Dayron feat. Leck & Cifack - Saut de l'ange
- 2012 : Nakk Mendosa feat. Zekwe Ramos, Sofiane, Leck, Niro - Les 5 Fantastiques (sur le street album Darksun de Nakk)
- 2012 : Leck feat. Tiers monde - Soldats inconnus (sur la mixtape We Made It Vol. 1)
- 2012 : DJ Freak feat. S.Pri Noir, Leck, REDK, Sofiane & Mino - Paris-Marseille
- 2012 : Leck - 28698
- 2013 : Shayfeen feat. Leck - Kandwi m3ak
- 2013 : Leck feat. Isleym - XPTDR Remix (live Skyrock)
- 2013 : La Voix du Peuple feat. Leck, W & BR - Ya du Level (sur l'album de La Voix du Peuple La parole est a nous)
- 2013 : LFDV feat. Leck Seth Gueko, Lino et Youssoupha - Papa ce soir Remix
- 2013 : MOH feat. Leck - Mauvais délire  (sur la mixtape de MOH King Kong vol. 1)
- 2013 : DJ Hamida feat. Leck, Cheb Rayan - Goulou Goulou el Omri
- 2013 : DJ Hamida feat. Leck - Piste 11
- 2013 : Leck - Retrospective Vol.1 Zone Franche
- 2013 : Leck feat. Sabry Mjnoon - Sans repères
- 2013 : Leck feat. H Magnum, Alonzo & W - On se connait au village Remix
- 2013 : Kery James feat. Dry, Leck & 2e France - 94 C'est le Barça Remix
- 2013 : Bakar feat. Leck - Comme un homme (sur le projet Comme un homme de Bakar)
- 2013 : Aynine feat. Leck - Où est mon boy (remix de Où est ma Wife de Leck)
- 2013 : Shtar Academy feat. Leck & S-PI - Comme à l'usine (sur le projet de la Shtar Academy)
- 2014 : Sarah Riani feat. Leck - Des hommes et des femmes
- 2014 : Leck - Hors jeu (Partie 2) (sur la net-tape Rap Genius)
- 2014 : David Carreira feat. Leck - Boom
- 2014 : Louis Aoda feat. Leck - Balotelli (sur la mixtape Obsession de Louis Aoda)
- 2014 : Djazzi feat. Canardo, DJ E-Rise et Leck - Pas très clair
- 2014 : Amy feat. Leck - Baraka Kids (sur l'album Nikita d'Amy)
- 2014 : W Feat. Mansly & Leck - Fait Divers (sur la mixtape Qui m'aime me suive de W)
- 2014 : DJ Hamida feat. Leck & Laly Rai - Wesh Pelo (sur A La Bien Mix Party 2014 de DJ Hamida)
- 2014 : DJ Hamida feat. Leck, Hamidou, Mansly, Fresh & W - Mahboul (sur A La Bien Mix Party 2014 de DJ Hamida)
- 2014 : DJ Hamida feat. Leck - La Guerre Des Bouteilles (sur A La Bien Mix Party 2014 de DJ Hamida)
- 2014 : Mokobé feat. Leck - #CDouxDeh
- 2014 : DJ Kayz feat. Hamidou & Leck - Arabian Bad Girl (sur l'album Paris Oran New York de DJ Kayz)
- 2014 : Breton Feat. Leck & S.Pri Noir - Collapse
- 2015 : Leck - Nouvelle Époque
- 2015 : Diden feat. Leck - J'voulais vous dire (sur l'album No Limit de Diden)
- 2015 : DJ Hamida feat. Leck - Je Danse Quand Même (sur Mix party 2015 de DJ Hamida)
- 2015 : DJ Hamida feat. Leck, L'Artiste & Big Ali - Miss Vilaine  (sur Mix party 2015 de DJ Hamida)
- 2015 : DJ Hamida feat. Leck & Clayton Hamilton - A Demi Mot (sur Mix party 2015 de DJ Hamida)
- 2015 : DJ Skorp feat. Sultan & Leck - Classico (sur l'album Red Devil de DJ Skorp)
- 2015 : DJ Kim feat. Leck - Je ne suis qu'un homme (sur l'album de DJ Kim Welkim Summer Urban Music)
- 2015 : Leck - Madame tout le monde
- 2015 : Leck - On Time (feat. Tyga)
- 2015 : Leck - 'Chalouper (freestyle)
- 2015 : Leck - L'amour nous a rayé (remix)
- 2015 : DJ Aymoun - Elle aime trop ça (feat. Leck)
- 2015 : DJ Deedir - Mam'zelle (feat. Leck et Nej)

## Classements
| Titre | Année | Meilleure position | Meilleure position |    |    |
| ----- | ----- | ------------------ | ------------------ | -- | -- |
| Titre | Année | Je suis vous       | 2013               | 27 | 71 |

| Titre                       | Année | Meilleure position | Album        |
| Titre                       | Année | France             | Album        |
| --------------------------- | ----- | ------------------ | ------------ |
| XPTDR (Leck feat. Mister V) | 2013  | 63                 | Je suis vous |